# Pío Baroja y Nessi

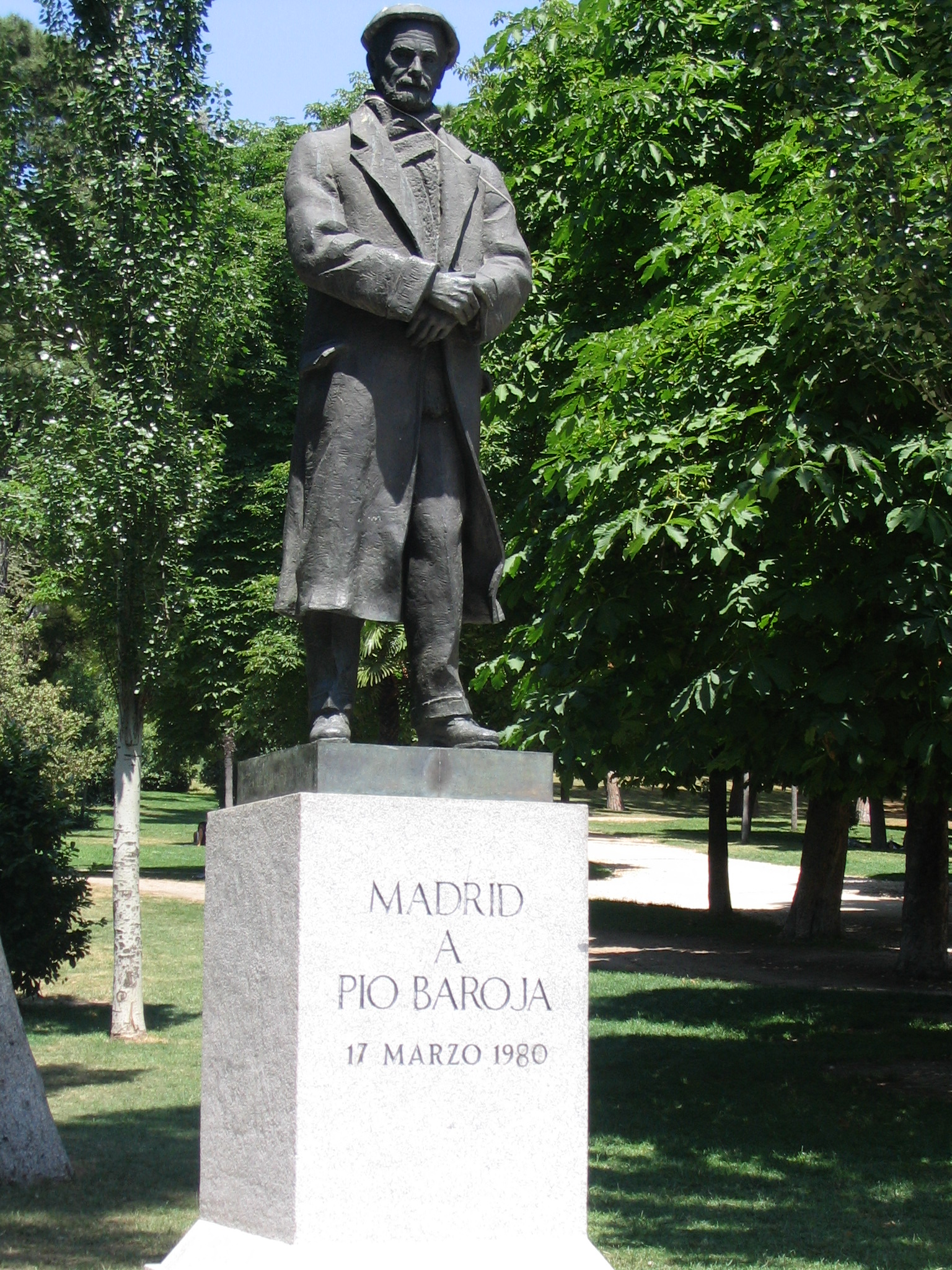
Estàtua en honor de Pío Baroja al Parc del Retiro de Madrid.

Pío Baroja y Nessi (Sant Sebastià, 28 de desembre de 1872 – Madrid, 30 d'octubre de 1956), escriptor espanyol de l'anomenada Generació del 98. Home introvertit i dominat per un profund pessimisme, va estudiar Medicina a Madrid i exercí com a metge al País Basc durant un curt període. Posteriorment es traslladà a Madrid i es dedicà exclusivament a la producció literària. De les seves novel·les cal recordar Aventuras, inventos y mistificaciones de Silvestre Paradox, El árbol de la ciencia, Zalacaín el aventurero o la trilogia anomenada La lucha por la vida (La busca, Mala hierba i Aurora roja). Va patir alguns problemes amb la censura, que no el va deixar publicar la seva novel·la sobre la Guerra Civil, Miserias de la guerra, ni la seva continuació, Los caprichos de la suerte. Finalment la primera va ser publicada pels seus successors l'any 2006, en edició de l'escriptor Miguel Sánchez-Ostiz.

## Biografia
Va pertànyer a una bona família de Sant Sebastià relacionada amb el periodisme i negocis d'impremta. Fou el tercer de tres germans: Darío, que morí jove l'any 1894, i Ricardo, que fou escriptor i pintor. Molt de temps després va néixer Carmen, que fou companya inseparable de Pío i alhora dona del seu editor.
La professió del seu pare, enginyer de mines, va fer que canviessin de domicili freqüentment.
Estudiant dolent, estudià Medicina, però només exercí de metge durant un any, el 1894, a Zestoa, Guipúscoa. Fart de l'ofici i enemistat amb les personalitats del poble, va tornar a Madrid, on va substituir el seu germà Ricardo en la gerència d'una fleca. Va ser llavors quan començà a publicar en revistes i diaris, simpatitzant amb el moviment anarquista però sense arribar a militar en cap organització. Igual que el seu coetani i coterrani Miguel de Unamuno, abominà del nacionalisme basc.
Respecte la llengua basca, tot i que va incorporar alguns fragments en basc en les seves obres, considerava que el basc com a llengua de cultura era una fantasia de filòleg.
Políticament, al final de la seva vida es considerava partidari d'una dictadura intel·ligent.
Va morir el 1956 i va ésser enterrat en el cementeri civil com a ateu, provocant molt de rebombori en l'Espanya de l'època. A l'enterrament hi va assistir el Ministre d'Educació Nacional, D. Jesús Rubio García-Mina. El seu taüt va ser portar a les espatlles per, entre d'altres, Ernest Hemingway i Camilo José Cela.

#### Baroja i Catalunya
Pío Baroja va tindre una actitud marcadament contrària tant al catalanisme com a la mateixa existència de la llengua catalana. Es pot esmentar un fragment d'un article a La Conquista del Estado:
...la qüestió del predomini de l'idioma -català- s'ha de resoldre amb el temps... Però l'Estat no ha fet pressió aquí, i si ho ha fet, no ha estat tan enèrgica com l'han fet a França, Alemanya ia Anglaterra, amb els seus idiomes regionals...
Hi ha altres exemples d'anticatalanisme, en els que fins i tot arriba a qualificar als catalans com a jueus, en un moment històric en què això era un insult racial.

## Influències
Les obres de Baroja van sofrir la influència de molts autors en els quals es va inspirar. Baroja és reconegut com un escriptor insigne del realisme. Així doncs, la seva obra literària estarà influenciada pels grans mestres del seu gènere com Tolstoi i Charles Dickens. Els seus temes també estaven clarament extrets de Quevedo i de la novel·la picaresca espanyola per excel·lència, El lazarillo de Tormes. Els contamporanis que el varen marcar varen ser autors com Galdós o Azorín.

## Estil
Principalment es podria considerar que el seu estil és molt dinàmic i expressiu, de gran sinceritat amb el lector amb una intenció de retratar personatges absurds i força irònics, atacant els diferents estaments de la societat del moment, és un estil ràpid, senzill i molt clar, facilitant així la seva comprensió. No obstant, molts autors l'acusen de ser massa antirretòric i que els seus textos tenen massa errors sintàctics i d'emprar un llenguatge massa brusc. No obstant, altres opinen que aquest estil de prosa el feia especial i li donava un interès a les seves obres que, potser, no hauria tingut si hagués escrit més correctament.

## Obra

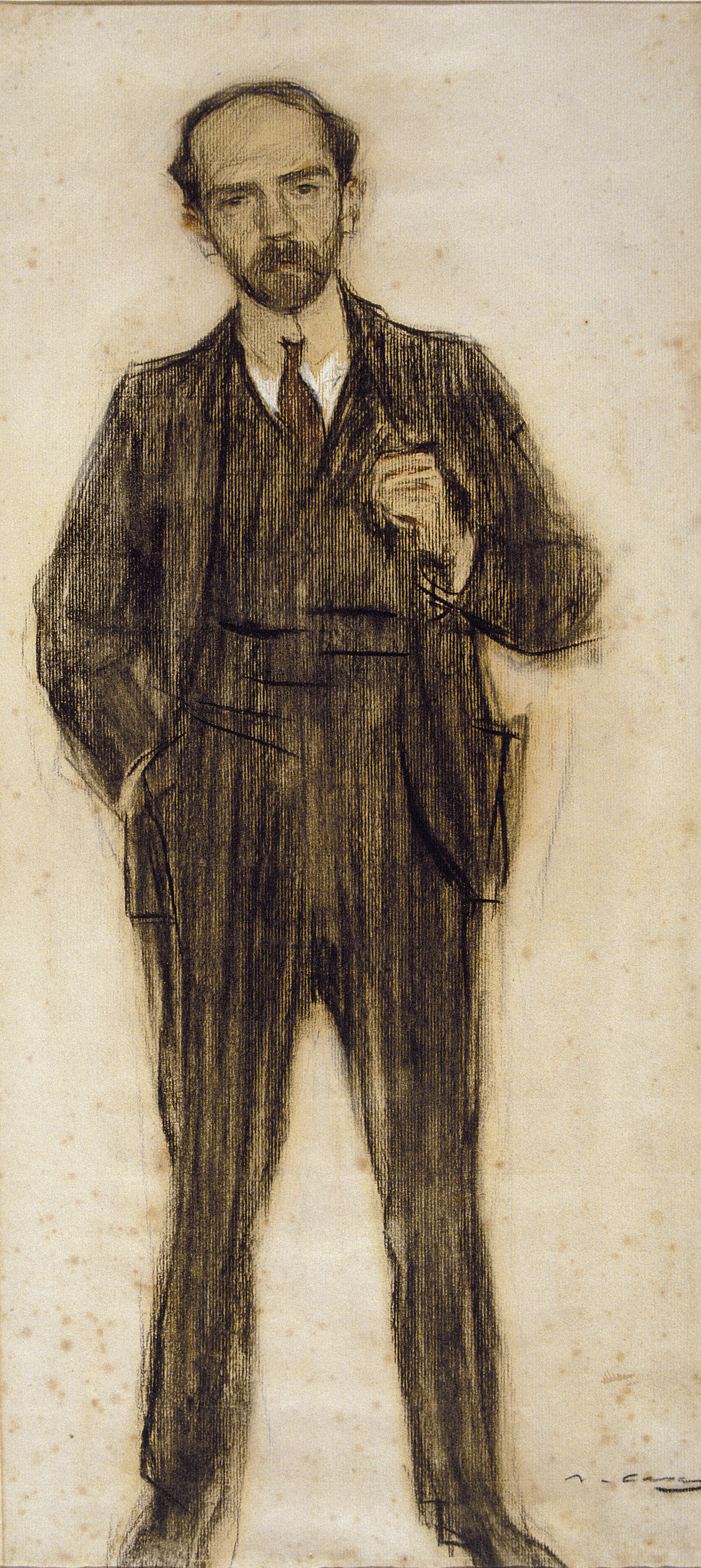
Baroja vist per Ramon Casas (MNAC).

Baroja va agrupar les seves novel·les en nou trilogies i una tetralogia, encara que resulta difícil determinar el lligam entre elles.
- Tierra vasca
  - La casa de Aitzgorri (1900)
  - El mayorazgo de Labraz (1903)
  - Zalacaín el aventurero (1909).
- La lucha por la vida
  - La busca (1904)
  - Mala hierba (1904)
  - Aurora Roja (1905)
- La raza
  - El árbol de la ciencia (1911)
  - La dama errante (1908)
  - La ciudad de la niebla (1909)
- El pasado
  - La feria de los discretos
  - Los últimos románticos
  - Las tragedias grotescas
- La vida fantástica
  - Aventuras, inventos y mixtificaciones de Silvestre Paradox (1901)
  - Camino de perfección (pasión mística) (1901)
  - Paradox rey (1906)
- Las ciudades
  - César o nada (1910)
  - El mundo es ansí (1912)
  - La sensualidad pervertida: ensayos amorosos de un hombre ingenuo en una época de decadencia (1920)
- El mar
  - Las inquietudes de Shanti Andía (1911)
  - El laberinto de las sirenas (1923)
  - Los pilotos de altura (1931)
  - La estrella del capitán Chimista (1930)
- Los amores tardíos
  - El gran torbellino del mundo (1926)
  - Las veleidades de la fortuna (1927)
  - Los amores tardíos (1942)
- La selva oscura
  - La familia de Errotacho (1932)
  - El cabo de las tormentas (1932)
  - Los visionarios (1932)[6]
- La juventud perdida
  - Las noches del Buen Retiro (1934)
  - Locuras de carnaval (1937)
  - El cura de Monleón (1936)
- Los caprichos de la suerte (inèdita)[7]